# Anthony Martin Branch
Anthony Martin Branch (* 16. Juli 1823 im Buckingham County, Virginia; † 3. Oktober 1867 in Huntsville, Texas) war ein US-amerikanischer Jurist und Politiker. Ferner diente er als Offizier in der Konföderiertenarmee.

## Werdegang
Anthony Martin Branch, eines von zehn Kindern von Winnifred Guerrant und Samuel Branch III., wurde ungefähr acht Jahre nach dem Ende des Britisch-Amerikanischen Krieges im Buckingham County geboren und wuchs dort auf. Er graduierte 1842 am Hampden-Sydney College. Seine Studienzeit war von der Wirtschaftskrise von 1837 überschattet und die Folgejahre vom Mexikanisch-Amerikanischen Krieg. 1847 zog er nach Texas und ließ sich in Huntsville (Walker County) nieder. Dort gründete er mit Henderson King Yoakum (1810–1856) eine Anwaltskanzlei und verkehrte in der Folgezeit viel mit Sam Houston (1793–1863). Nach dem Tod von Houston fungierte er als sein Testamentsvollstrecker seines letzten Willens und Vormund seiner Kinder. Branch heiratete am 18. März 1849 Amanda Melvina Smith (1829–1867), Tochter von Sarah Jane Long (1790–1874) und Samuel Smith (1785–1840). Er wurde 1850 zum Bezirksstaatsanwalt im siebten Gerichtsbezirk gewählt. 1859 vertrat er seinen Bezirk im Repräsentantenhaus von Texas. Ein zeitgenössischer Biograph beschrieb ihn folgendermaßen:

„he well sustained his reputation for eloquence and ability.“

Im November 1861 wurde er als Demokrat in den Senat von Texas gewählt und diente dort bis zu seinem Rücktritt am 20. März 1862. Obwohl er ein Unionist war, verpflichtete er sich dann in der Konföderiertenarmee. Einen Monat später wurde er zum Captain in der Kompanie A im 21. Kavallerie-Regiment von Texas unter Colonel George Washington Carter (1826–1901) ernannt. Am 3. August 1863 wurde er für den dritten Wahlbezirk von Texas in den zweiten Konföderiertenkongress gewählt. Dabei besiegte er Peter W. Gray (1819–1874). Während seiner Kongresszeit saß er in folgenden Ausschüssen: Committee of Elections, Committee of Military Affairs und Territories and Public Lands Committee. Branch war äußerst interessiert an der Ausfuhr von Baumwolle über die mexikanischen Häfen. Obwohl er ein glühender Anhänger von Jefferson Davis (1808–1889) war, trat er kompromisslos für die Staatsrechte ein. In diesem Zusammenhang kämpfte er dafür die texanischen Truppen in Texas zu behalten und gegen die konföderierten Einmischungen in die Wirtschaft von Texas. Nach dem Ende des Bürgerkrieges kehrte er nach Huntsville (Texas) zurück. Branch wurde sowohl in den 39. als auch in den 40. US-Kongress gewählt, aber beide Male wurde ihm sein Sitz von der Radical Republican-Mehrheit aberkannt. 1866 half er bei der Gründung der Central Transit Company. Branch praktizierte bis zu seinem Tod als Jurist. Er verstarb 1867 während einer Epidemie in Huntsville an Gelbfieber und wurde dann dort auf dem Oakwood Cemetery in der Nähe von dem Grab von Sam Houston beigesetzt.